# Ezio Marano
Ezio Marano (Brescia, 6 agosto 1927 – Roma, 26 marzo 1991) è stato un attore italiano.

## Biografia
Bresciano, debutta in teatro alla metà degli anni '50 al Piccolo di Milano sotto la guida di Giorgio Strehler, in una lunga serie di rappresentazioni anche in dialetto lombardo; successivamente entra in altre compagnie sempre in parti minori ma significative, lavorando contemporaneamente in televisione e alla Radio Rai. Per la televisione è fra gli interpreti dello sceneggiato televisivo Napoleone a Sant'Elena, di Vittorio Cottafavi, del 1973.
Debutta nel cinema piuttosto tardi, nel 1969, sotto la direzione di Mauro Severino, e continua la sua attività cinematografica sino a Ginger e Fred di Federico Fellini del 1985. I suoi ruoli più famosi rimangono tuttavia quelli di Faina, nel cult Lo chiamavano Trinità, recitando a fianco di Bud Spencer e Terence Hill e di Barbareschi nel poliziottesco La belva col mitra con Helmut Berger, Marisa Mell e Richard Harrison. È deceduto il 26 marzo 1991 a 63 anni, per l'aggravarsi di una malattia che lo aveva colpito tre anni prima. È sepolto a Brescia nel cimitero Stocchetta.

## Filmografia
- Vergogna schifosi, regia di Mauro Severino (1968)
- Mangiala, regia di Francesco Casaretti (1969)
- Una prostituta al servizio del pubblico e in regola con le leggi dello stato, regia di Italo Zingarelli (1970)
- Lo chiamavano Trinità..., regia di E.B. Clucher (1970)
- La classe operaia va in paradiso, regia di Elio Petri (1971)
- La tarantola dal ventre nero, regia di Paolo Cavara (1971)
- Una lucertola con la pelle di donna, regia di Lucio Fulci (1971)
- Questa specie d'amore, regia di Alberto Bevilacqua (1971)
- Scipione detto anche l'Africano, regia di Luigi Magni (1971)
- Maddalena, regia di Jerzy Kawalerowicz (1971)
- Alleluja e Sartana figli di... Dio, regia di Mario Siciliano (1972)
- Trinità e Sartana figli di... di Mario Siciliano (1972)
- Amore e morte nel giardino degli dei, regia di Sauro Scavolini (1972)
- Un bianco vestito per Marialé, regia di Romano Scavolini (1972)
- Il delitto Matteotti, regia di Florestano Vancini (1973)
- I figli di nessuno, regia di Bruno Gaburro (1974)
- L'invenzione di Morel, regia di Emidio Greco (1974)
- Il tempo dell'inizio, regia di Luigi Di Gianni (1974)
- La nipote, regia di Nello Rossati (1974)
- L'ingenua, regia di Gianfranco Baldanello (1975)
- Terminal, regia di Paolo Breccia (1975)
- Campagnola bella, regia di Luca Delli Azzeri (Mario Siciliano) (1976)
- Il signor Ministro li pretese tutti e subito, regia di Sergio Alessandrini (1977)
- La belva col mitra, regia di Sergio Grieco (1977)
- I due superpiedi quasi piatti, regia di E.B. Clucher (1977)
- Atsalut pader, regia di Paolo Cavara (1979)
- Nella città perduta di Sarzana, regia di Luigi Faccini (1980)
- La vera storia della rivoluzione francese (Liberté, égalité, choucroute), regia di Jean Yanne (1985)
- Ginger e Fred, regia di Federico Fellini (1986)
- Sposerò Simon Le Bon, regia di Carlo Cotti (1986)

## Teatro
- Arlecchino servitore di due padroni, di Carlo Goldoni, regia di Giorgio Strehler. Prima a Edimburgo il 27 agosto 1956.
- La visita della vecchia signora, di Friedrich Dürrenmatt, regia di Strehler. Prima al Piccolo Teatro di Milano 31 gennaio 1960.
- Così è se vi pare, di Luigi Pirandello, regia di Mario Ferrero, stagione teatrale 1963-1964.
- La dodicesima notte, di William Shakespeare, regia Giorgio De Lullo. Teatro Eliseo di Roma (1978)

## Prosa televisiva Rai
- Anna von Barnheim, ovvero la fortuna del soldato, regia di Flaminio Bollini, trasmessa il 17 giugno 1963.
- Rosmersholm, di Henrik Ibsen, regia di Vittorio Cottafavi, 7 luglio 1972.
- La miliardaria, di George Bernard Shaw, regia di Giuliana Berlinguer, 22 dicembre 1972.

## Prosa radiofonica Rai
- Santa Giovanna, di George Bernard Shaw, regia di Sandro Bolchi, trasmessa il 19 giugno 1956.